# Hrastno
Hrastno – wieś w Słowenii, w gminie Šentrupert. W 2018 roku liczyła 66 mieszkańców.